# R-Zone
R-Zone è una console portatile (inizialmente indossabile sulla testa e in seguito ridisegnato in versione tascabile) sviluppata e prodotta dalla Tiger Electronics. Venne presentato alla American International Toy Fair nel febbraio del 1995, e venne messo in commercio più tardi nello stesso anno. L'R-Zone ebbe uno scarso successo e venne prodotto soltanto per un breve periodo, prima della sua dismissione nel 1997. Sebbene l'R-Zone non fosse stato progettato per competere direttamente con altre console portatili, segnò tuttavia l'ingresso della Tiger Electronics nel mercato dei giochi elettronici tascabili.
L'originale R-Zone consisteva in una cuffia e un controller separato alimentato da batterie. La cartuccia di ogni gioco aveva il suo schermo LCD trasparente che veniva proiettato su una superficie a specchio posta davanti all'occhio del giocatore. Si pensa che questo design originale, assieme all'utilizzo di una pallette di colori rossa e nera, venne scelto per capitalizzare seguendo il fermento popolare sul Virtual Boy della Nintendo.

## Caratteristiche

### Giochi

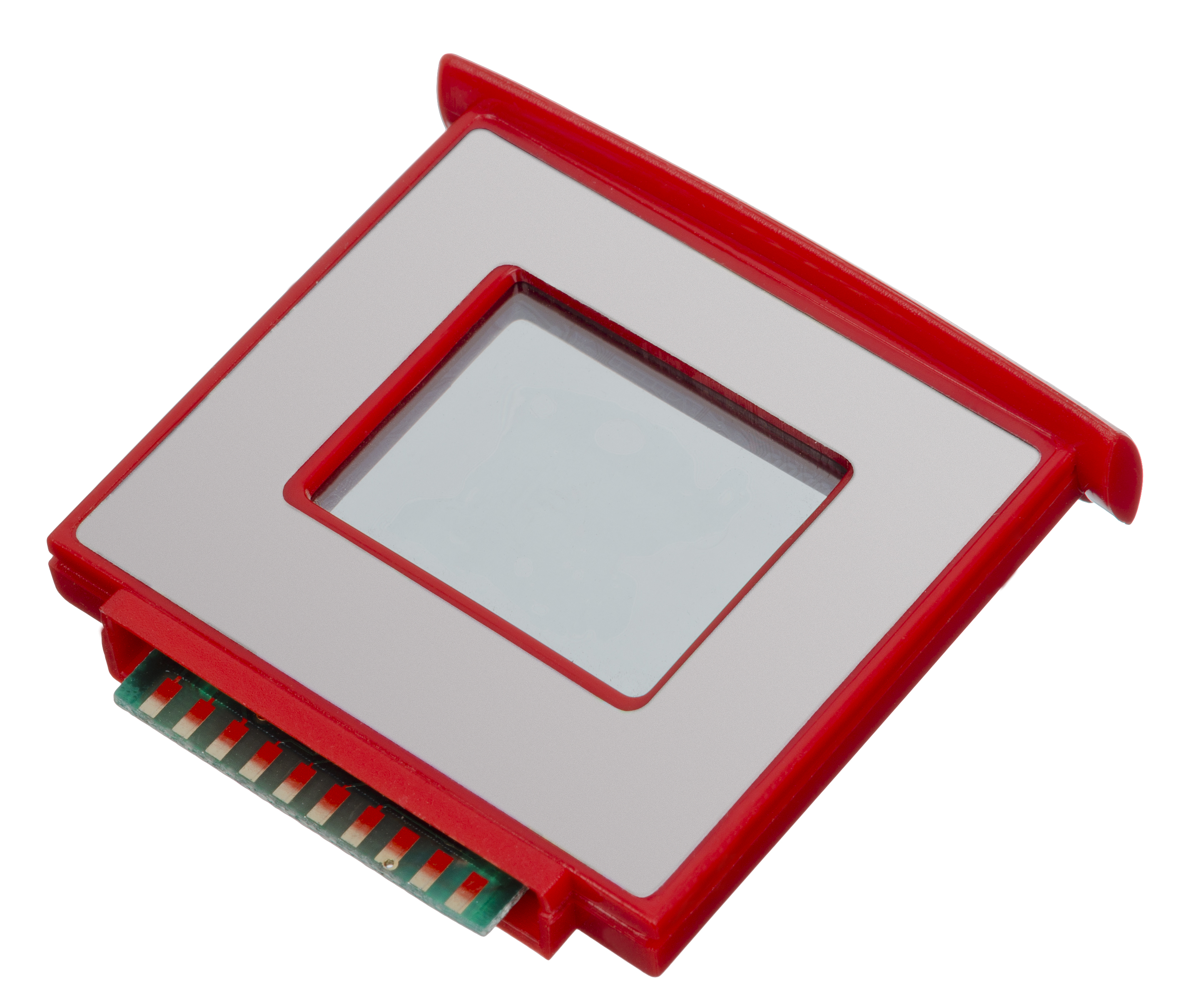
La cartuccia del gioco conteneva uno schermo LCD che veniva proiettato dall'R-Zone

- I giochi per l'R-Zone variavano soltanto nel titolo e nel soggetto; la libreria dell'R-Zone si basava sullo stesso gameplay identico per ciascun titolo.
- Vennero pubblicati uno o più giochi basati su franchise popolari, tra i quali Star Wars, Virtua Fighter, Men in Black, e Batman.[senza fonte] The Lost World: Jurassic Park, basato sul film omonimo del 1997, venne anche rilasciato per l'R-Zone.[5]

### Controlli
I controlli dell'R-Zone sono posizionati sulla parte inferiore frontale del corpo principale ed anche sui lati sinistro, destro e inferiore
- L'R-Zone ha sei tasti frontali principali: quelli di destra sono etichettati come "A", "B", "C" e "D". La funzione di questi tasti varia da gioco a gioco ma di solito corrispondono ad uno schema a quattro attacchi direzionati (dove il tasto "C" corrisponde a un colpo a sinistra, "D" un colpo in alto, the "B" a destra, "A" in basso oppure non viene utilizzato. I bottoni in cima corrispondono a "ON", "START", "SELECT", "SOUND", "PAUSE", e "OFF". La funzioni di questi tasti frontali è universale e non varia in nessun gioco. Il tasto "ON" semplicemente accendeva la console ma non veniva quasi mai usato dato che l'apparecchio si attivava automaticamente all'inserimento della cartuccia. Per avviare un gioco, invece, doveva essere premuto il tasto "START". Il pulsante"SOUND" attivava e disattivava l'audio. "PAUSE" permetteva di fermare il gioco nel momento esatto in cui veniva premuto durante la sessione e di riprenderla premendolo di nuovo. Il tasto "OFF" serviva ovviamente a spegnere la console.
- L'R-Zone include anche un pad direzionale permettendo un movimento in quattro direzioni nei giochi.

### Schermo
- Le cartucce dell'R-Zone erano trasparenti al centro, permettendo così alla luce di passare attraverso e di riflettere su uno specchietto posto davanti agli occhi del giocatore.
- Lo schermo LCD di ciascuna cartuccia funzionava nello stesso modo dei primi giochi elettronici portatili della Tiger. Tutte le grafiche erano già disegnate e permanenti sullo stesso schermo LCD. Differenti porzioni del display venivano oscurate/attivate per ottenere l'animazione.
- Lo specchio aveva una minima regolazione dell'inclinazione e poteva essere spinto contro l'unità per la protezione e lo stoccaggio.
- I giochi venivano visualizzati soltanto con un colore rosso scuro.

## Variazioni
Vennero prodotte alcune versioni differenti dell'R-Zone:
- Il modello R-Zone Headgear (1995) era molto diverso dalle successive unità dall'inserimento della cartuccia di gioco in un dispositivo che veniva legato con una fascia intorno alla testa del giocatore. L'utente avrebbe poi abbassato una lente trasparente per riflettere le immagini del gioco direttamente nell'occhio. L'unita sulla testa ospitava la cartuccia giocata ed era connesso ad un controller tramite un cavo lungo approssimativamente 0,76 metri. Il gamepad richiedeva 4 batterie AAA,[6] mostrava uno slot cartucce (per portare un altro gioco al sicuro con sé), una rotella per regolare il volume e un'altra per la luminosità. Questo modello venne pensato per compete contro il Virtual Boy. Il primo gioco in assoluto ad essere distribuito per questa console fu Batman Forever, basato sull'omonimo film del 1995, seguito dal simulatore di guida arcade della SEGA Indy 500.

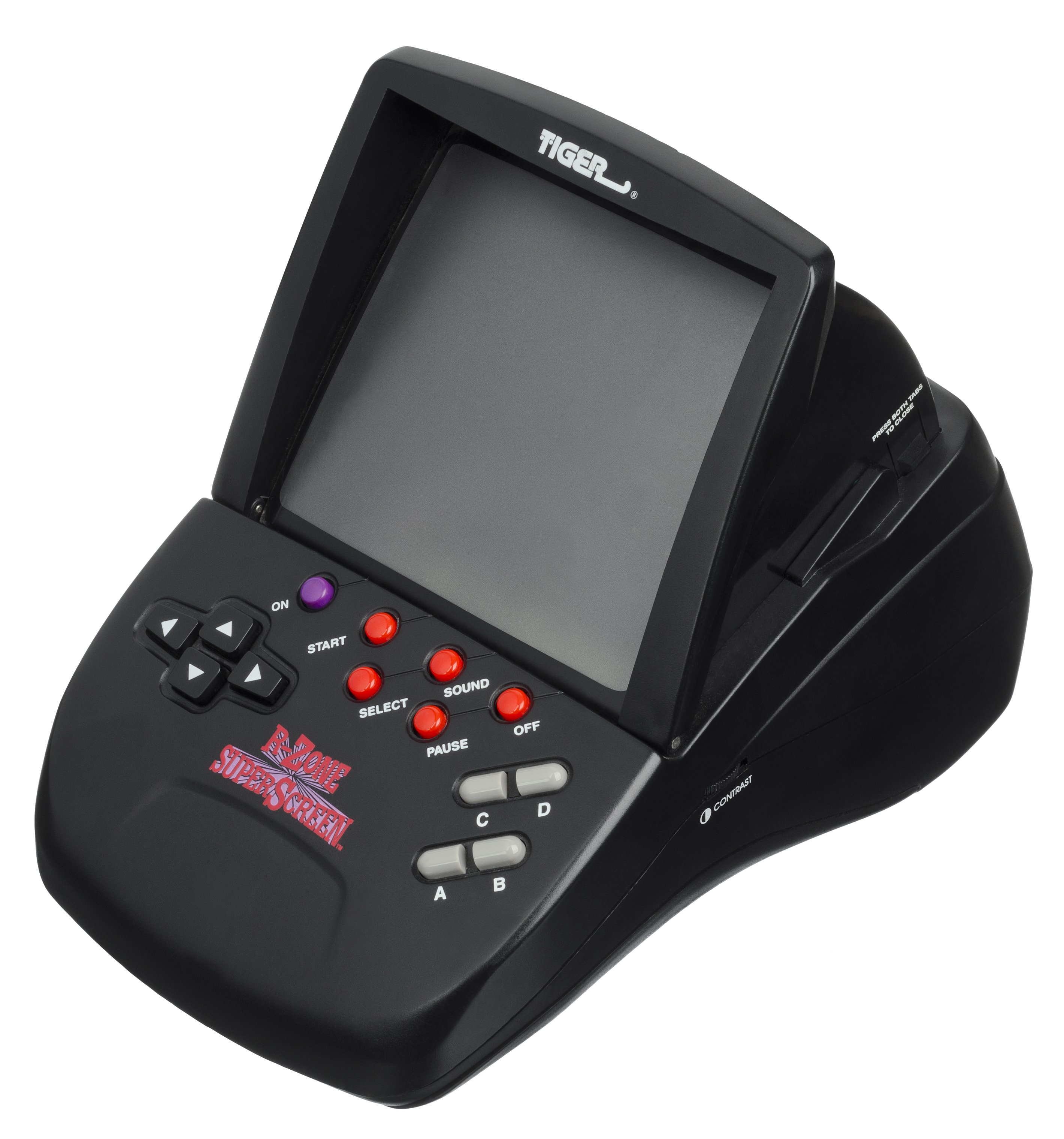
Il modello Superscreen.

- L'R-Zone Super Screen (1995–1996) permise ai giochi per la console, di avere per la prima volta i colori. Alcuni erano progettati per una speciale lente da usare con questo particolare modello di R-Zone e semplicemente forniva al giocatore uno sfondo a colori non animato. Il movimento nei giochi sullo schermo era nero. Il display era molto più largo rispetto agli altri modelli, a causa di questo e per il fatto che l'utente non era costretto a usare uno specchio (con una precisa angolazione) per vedere il gioco e consentendo anche ad altri di guardare. A causa delle sue dimensioni, l'R-Zone Super Screen spesso non veniva considerato affatto un sistema portatile. Venne riprogettato ulteriormente in una versione che richiedeva 4 batterie D. In questo modello la croce direzionale venne sostituita con quattro pulsanti direzionali (su, giù, sinistra e destra).

- "X.P.G. Xtreme Pocket Game" (1997) era una versione completamente tascabile della console. Era sprovvisto di una cuffia, e il display delle cartucce veniva invece proiettato su una superficie riflettente direttamente sopra l'area del controller. Veniva alimentato da batterie AAA.

- L'R-Zone "DataZone" (1997) fu anche questa una versione tascabile della console e non proiettava più l'immagine attraverso uno specchio ma semplicemente mostrava tramite la retroilluminazione. Possedeva altre nuove funzioni, come un diario digitale, un'agenda, una calcolatrice, una rubrica e un orologio. Impiegava una batteria tampone per i salvataggi e due batterie AAA per eseguire i giochi. Venne concepito inizialmente come un prototipo ma la Tiger pubblicò questo modello nel Regno Unito ed è tutt'oggi il modello più ricercato dai collezionisti.

## Accoglienza
David Jones del Chicago Tribune definì l'R-Zone "uno spreco di tempo e denaro" e scrisse che il suo schermo "è difficile da vedere e i controlli sono molto scomodi. E non è tutto – se mettete intorno la testa la cinta per circa cinque minuti, avrete due solchi profondi sulla fronte e un mal di testa". Jones affermò il fallimento dell'imbottitura extra per la fascia dell'R-Zone – che era stata ideata appunto per prevenire il dolore – e concluse: "L'R-Zone dovrebbe essere buttato nel bidone della spazzatura, dove merita di stare".